# North Elmham
North Elmham – wieś w Anglii, w hrabstwie Norfolk, w dystrykcie Breckland. Leży 28 km na północny zachód od Norwich i 156 km na północny wschód od Londynu. Miejscowość liczy 1428 mieszkańców.